# Eizenbergerhof

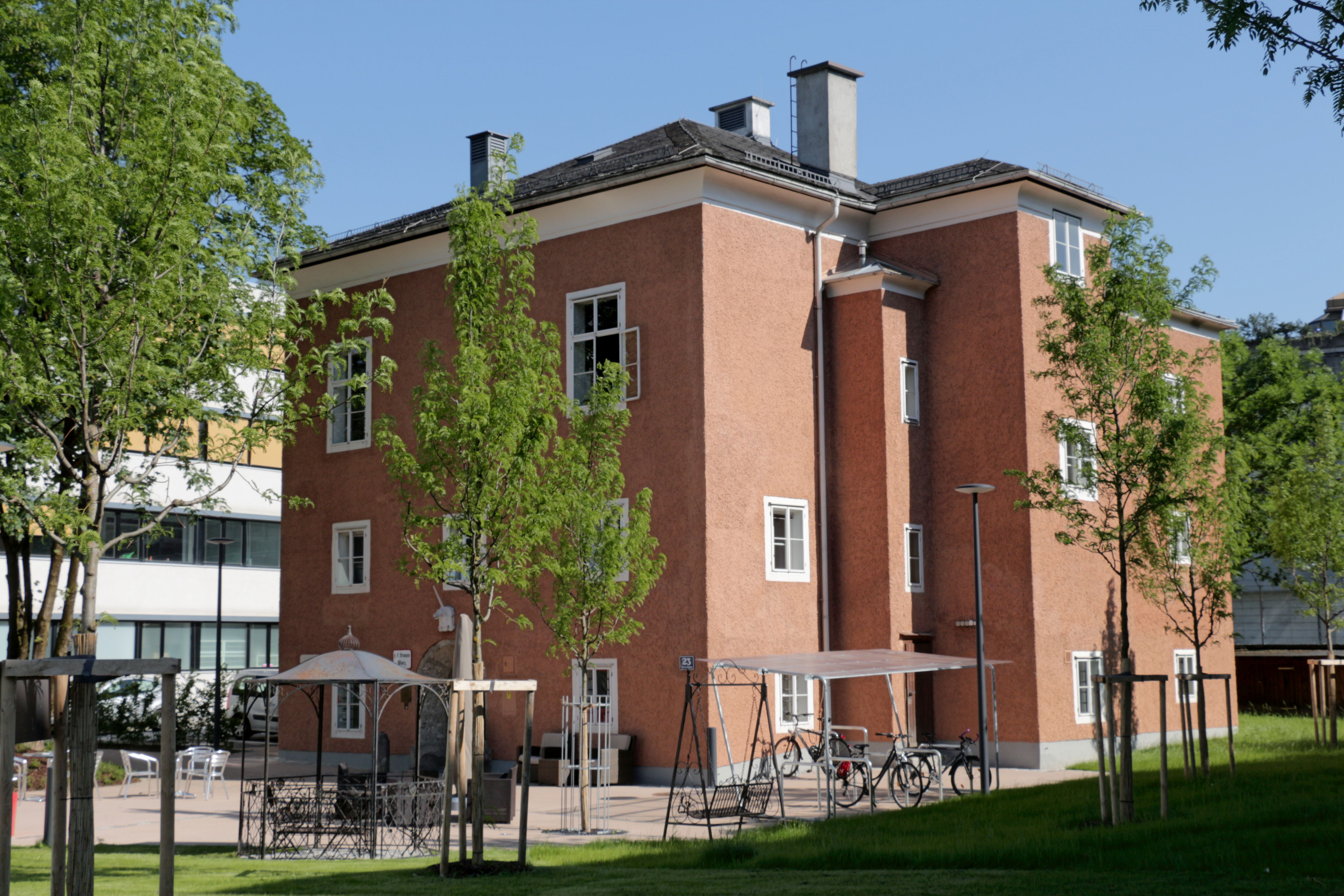
Der Eizenbergerhof

Der Eizenbergerhof ist ein historisches und unter Denkmalschutz stehendes Gebäude in der Stadt Salzburg im Stadtteil Lehen. Das um 1600 erstmals urkundlich erwähnte Haus war lange Zeit ein Gasthof und ist heute Sitz des Literaturhauses Salzburg.

## Besitzverhältnisse und Hausname
Das im heutigen Stadtteil Lehen befindliche Gebäude war im Lauf der Zeit im Besitz mehrerer Familien, sodass das Anwesen historisch unter verschiedenen Namen anzutreffen ist.
Erstmals urkundlich erwähnt ist das Haus um 1600 als Besitz eines Wolf Aigenstueler, der auch die Gastwirtschaft Zum Mohren in der Judengasse 9 in der Salzburger Altstadt betrieb. 1622 wird in einem Urbar als Besitzer Balthasar Eitzenberger (1598–1664) genannt. Eitzenberger war ein später im Salzburger Stadtrat vertretener, auch karitativ tätiger Gastwirt, der die verwitwete Catharina Aigenstueler, Schwiegertochter des Wolf Aigenstueler, geheiratet hatte und damit gleichzeitig mit dem Müllner Gut auch das Haus Zum Mohren und andere Immobilien mit übernommen hatte. Eizenberger dürfte wohlhabend gewesen sein, da mit der Übernahme der Gastbetriebe die darauf lastenden Schulden getilgt wurden. 1661 ist ein Propst Bernhard von Zeno als Besitzer beider Liegenschaften eingetragen und 1710 gingen diese an Franz Eitzenberger, dem Sohn des Balthasar Eitzenberger.
Nachdem Johann Balthasar Mühlbacher in die Familie Eitzenberger eingeheiratet hatte, wurde das Gut zwei Generationen lang von der Familie Mühlbacher betrieben: nach Johann Balthasar von dessen Sohn Johann Sigbert und Gattin Marianne Mühlbacher. Aufgrund erneut angehäufter Schulden überschrieben diese 1794 das Anwesen an deren Cousine Kreszenzia Perghofer und Gatten Paul Weickl, dem Oberkellner des Gasthauses, womit wiederum ein Schuldenausgleich hergestellt wurde.
1804 gelangte das Anwesen in den Besitz der Familie Maß. Johann Maß und seine Verlobte Theres Gatternayr übergaben später den Betrieb dem Sohn Franz Maß, der ihn bis 1858 bewirtschaftete. Von 1860 bis 1888 waren Matthias und Caroline Fellner die Bewirtschafter, danach bis zu seinem Tod 1898 der Sohn Ferdinand Fellner. Dessen Witwe Ottilie Brucker bewirtschaftete das Gut noch bis 1901.
Im Februar 1904 erwarben Georg und Magdalena Höck das Anwesen, die es noch im selben Jahr an die Stadt Salzburg abtraten, die bis 1914 Eigentümerin war und in dieser Zeit das Haus verpachtete. Mit Ausbruch des Ersten Weltkriegs übergab die Stadt das Haus dem Militärkommando Innsbruck als Quartier für berittene Truppen. Nach Kriegsende 1918 übernahm die Stadt Salzburg die Liegenschaft wieder und ist bis heute Eigentümerin, seit 2008 allerdings offiziell die Stadt Salzburg Immobilien GmbH (SIG), ein hundertprozentiges Tochterunternehmen der Stadtgemeinde. Seit 1991 ist das damals gegründete Salzburger Literaturhaus hier beheimatet.

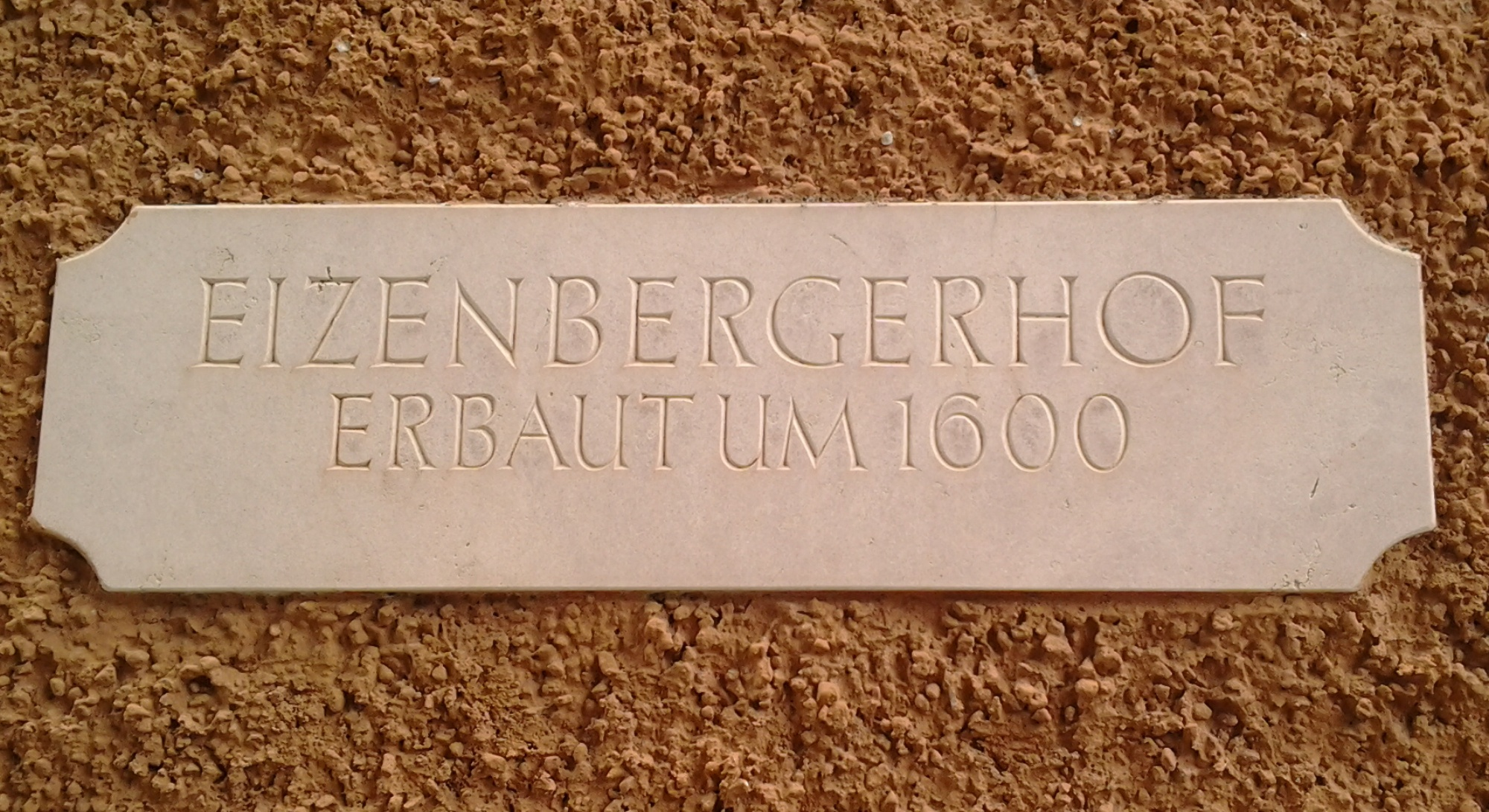
Hausschild am Gebäude

Entsprechend den Besitzern werden als Hausname historisch neben Ei(t)zenbergerhof auch Mühlbacherhof und Maß- oder Massenhof genannt. Eizenbergerhof ist die heute gängige Bezeichnung. In seiner Funktion gilt das Gebäude seit Mitte der 1990er Jahre als Literaturhaus Salzburg. Der Verein Salzburger Literaturhaus Eizenbergerhof ist der Trägerverein für alle darin ansässigen Literaturvereinigungen und -betriebe, darunter auch die Edition Eizenbergerhof, ein kleiner Verlag.
Historisch findet sich fallweise auch die Bezeichnung Eizenbergerhaus, die sich jedoch auf den Mohrenwirt in der Judengasse bezieht. Leopold Mozart verwendet in Briefen wiederholt die Bezeichnung beym Eyzenberger, wobei nicht immer eindeutig ist, ob es sich dabei um das Müllner Gut oder um das Gasthaus in der Innenstadt handelt. Es wird aber angenommen, dass Mitglieder der Familie Mozart auch den Müllner Eizenbergerhof frequentierten.

## Baugeschichte und Verwendung
Das Errichtungsjahr des Gebäudes ist unbekannt, könnte aber noch im 16. Jahrhundert gewesen sein. Es handelte sich bei der damals noch in der Vorstadt Mülln befindlichen Liegenschaft um ein Anwesen mit Grund und landwirtschaftlichem Betrieb. Zum Zeitpunkt der Übernahme des Eizenbergerhofs durch die Stadt Salzburg 1904 umfasste die Liegenschaft rund 30.200 m² Grund, auf dem sich neben dem Gasthof ein Stall für zwölf Rinder und ein Obstgarten befanden.
Vom Beginn der Aufzeichnungen an wird das Haus bis Anfang des 20. Jahrhunderts als Gastwirtschaft erwähnt. Noch im 18. Jahrhundert waren die Besitzer des Eizenbergerhofs gleichzeitig auch die Besitzer oder zumindest Betreiber des Gasthauses Zum Mohren in der Salzburger Altstadt. 1792 notiert Lorenz Hübner über den „Müllbacher- oder Eizenbergerhof“: „Den ersten Nahmen hat er von seinem gegenwärtigen, den zweyten von seinem ehemaligen Besitzer. Hier ist ein Haus mit einem großen Sahle, wo der Besitzer, ein Weingastgeb, zuweilen Bälle und Gastmahle halten läßt. Ein Garten, und ein spiegelheller, nicht sehr großer Forellenteich gehören auch hierher.“
Leopold Mozart berichtet 1771 und 1779, dass beim „Müllner Eyzenberger“ ein Bölzelschießen veranstaltet wurde. Dabei handelte es sich um das Schießen mit einer Bölzel- oder Windbüchse, einer Art Druckluftgewehr, auf 18 × 18 Zentimeter große Scheiben aus Holz oder Pappe, die mit bunten Motiven oder frechen Texten versehen waren.
Von 1904 bis 1914 wurden die Räume im Haus von der Stadt Salzburg als Wohnungen vergeben, ebenso ab dem Kriegsende 1918 für die folgenden Jahrzehnte. Die Wohnungen hatten bis zuletzt nach heutigem Maßstäben Substandardniveau (Toiletten und Wasser am Gang). Teile des Hauses dienten späterhin auch als Lager und Werkstätte.
Ab 1986 gab es Überlegungen, das Haus für öffentliche Zwecke zur Verfügung zu stellen. 1987 dachte man an ein Kulturzentrum für den Stadtteil Lehen, 1989 wurde beschlossen, es der Literatur und Dritte-Welt-Gruppen zur Verfügung zu stellen. Letztlich wurde nur zugunsten der Literatur entschieden.
Von März 1989 bis April 1991 erfolgte eine Generalsanierung und bauliche Adaptierung an bestehende Standards. Dabei wurden auch sanitäre Einrichtungen und ein barrierefreier Aufzug installiert, die an das Gebäude neu angebaut wurden. Die Baukosten wurden 1989 noch mit 6 Mio. Schilling angegeben, beliefen sich jedoch endlich auf 13. Mio. Schilling (rund 945.000 Euro). Eine der vormaligen Wohnungen blieb renovierterweise bis 2003 als Hausmeisterwohnung erhalten, danach wurde auch diese in Büroräume umfunktioniert. Am 14. Oktober 1991 wurde das Haus als Literaturhaus Eizenbergerhof festlich eröffnet. Von 1991 bis 1994 wurde das Haus von dem stadteigenen Kulturmanagement-Unternehmen SPOT Ges.m.b.H. verwaltet, seither nach dessen Auflösung von dem unabhängigen Verein Literaturhaus Eizenbergerhof, der auch als Literaturveranstalter auftritt.
Seit 2014 steht das Gebäude unter Denkmalschutz.

## Baubeschreibung
Der Eizenbergerhof hat im heutigen Zustand einen unregelmäßigen Grundriss, die Nordseite hat eine Breite von rund 12 Meter, die Ostseite eine Länge von rund 24 Meter; die jeweils gegenüberliegenden Seiten haben einen unregelmäßigen, stufig gegliederten Verlauf. Der Rieselputz stammt aus dem 19. Jahrhundert.

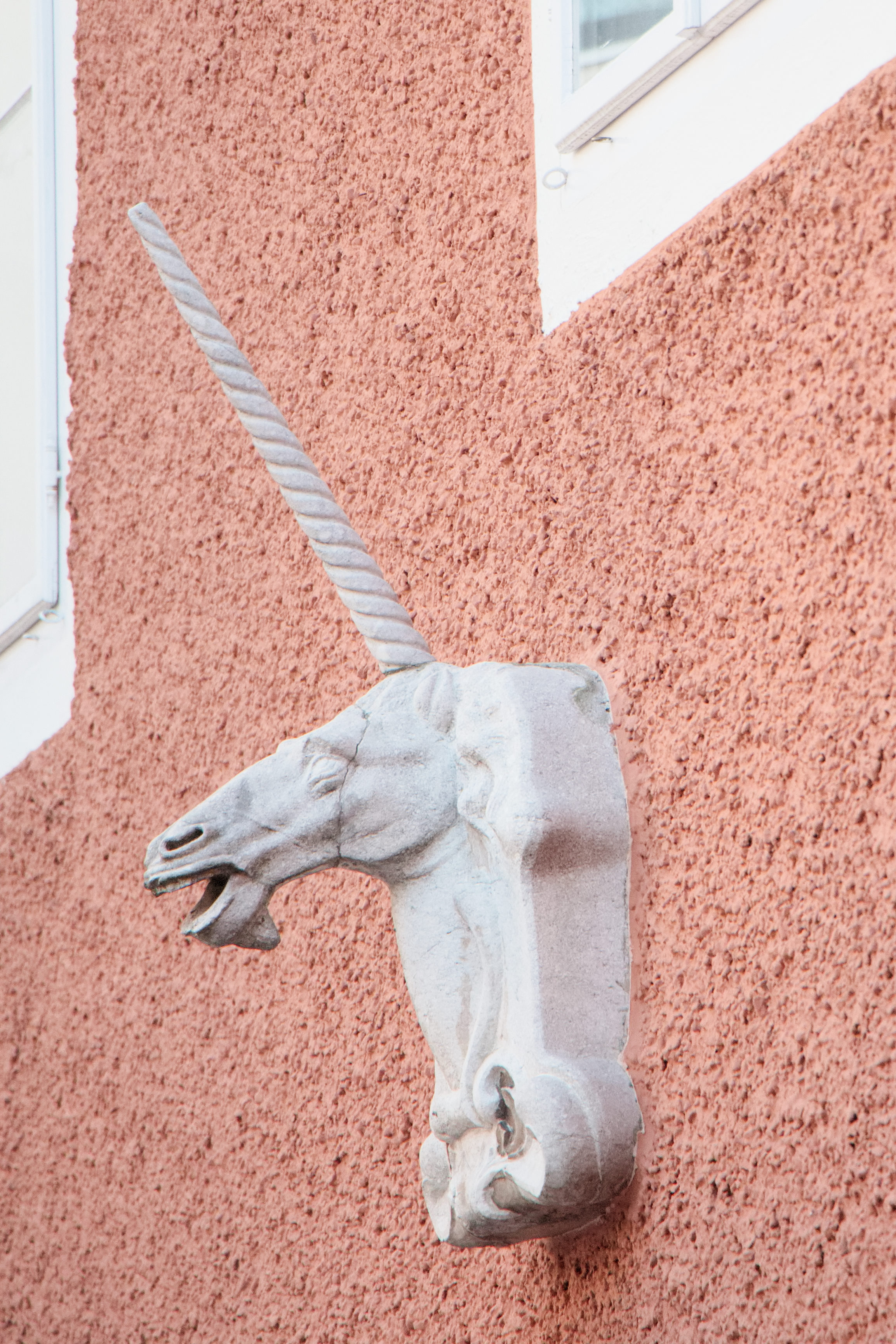
Restaurierter Einhornkopf über dem Eingangsportal

Das Haus hat ein steingefasstes Portal, über dem eine barocke Skulptur angebracht ist. In Artikeln in den Salzburger Nachrichten wurde im Oktober 1991 die Behauptung verbreitet, dass es sich dabei um einen Pferdekopf handle, womit auch die Ansicht vertreten wurde, dass es sich beim alten Eizenbergerhof um eine Postkutschenstation gehandelt habe, wo auch die Pferde gewechselt worden seien, zumal das Haus auf der einstigen Landstraße Richtung Bayern lag. Tatsächlich aber handelt es sich bei der Steinplastik um den Kopf eines Einhorns, dem Wappentier der Grafen von Thun. Die Steinplastik wurde im Zuge eines Auftrags im Jahr 1700 von Erzbischof Johann Ernst von Thun und Hohenstein von dem Bildhauer Andreas Götzinger angefertigt. Es handelt sich dabei um einen von zwei gleichartigen Einhornköpfen, die als Wasserspeier zwei sich gegenüberliegende Wandbrunnen im Hof des ehemaligen Hofmarstalls (am Platz des heutigen Festspielhauses) bekrönten. In den 1920er Jahren wurden die beiden Wandbrunnen im Zuge der Errichtung der Festspielhäuser ins Foyer des Kleinen Festspielhauses verlegt. Bei einem Bombenattentat der Nationalsozialisten 1934 wurde einer der beiden Brunnen zerstört und die Einhornskulptur beschädigt, sodass für lange Zeit das Horn fehlte. Irgendwann zwischen dem Ende des Zweiten Weltkriegs und den 1980er Jahren brachte man den steinernen Tierkopf über dem Eingang des Eizenbergerhofs an. Vermutlich in den späten 1980er Jahren wurde in einem Vandalenakt dem Einhornkopf der Unterkiefer abgeschlagen. Um 2014 wurde die Skulptur in ihrer ursprünglichen Form wiederhergestellt.

Der Veranstaltungssaal mit restaurierter Holzdecke und einem originalen Türstock

Im Inneren hat das zweistöckige Haus einen Eingangsbereich mit Kreuzgratgewölbe und fünf Räume im Erdgeschoß, die als Büros dienen. Im ersten Stock befindet sich im ebenfalls gewölbten Flur eine originale Steinsäule, die verbaut war und bei der Sanierung des Hauses um 1990 wieder freigelegt wurde. Vier Räume werden als Büros genutzt, nordostseitig befinden sich ein Café und die hauseigene Bibliothek. Im zweiten Stock gibt es ein Büro sowie einen Ausstellungsraum und den großen Veranstaltungsraum, der im ehemaligen Gasthaus als Tanzsaal diente. Drei der Türen im zweiten Stock, zwei Holztüren und eine in den Dachboden führende Eisentür, stammen noch aus der Frühbarockzeit, ebenso die Kassettendecke aus Holz im Veranstaltungssaal. Diese wurde bereits 1904 als kunsthistorisch wertvoll eingeschätzt. Die steinernen Böden sind teilweise aus Adneter Marmor und ebenfalls zum Teil original.

## Situierung
Das Haus gehörte lange Zeit zu Mülln, mit der Eröffnung der Eisenbahnlinie Richtung Rosenheim 1860 wurde die direkte Verbindung zur alten Salzburger Vorstadt getrennt, und seit dem Aufstreben von Lehen ab dem Beginn des 20. Jahrhunderts wird das Anwesen diesem neuen Stadtteil zugerechnet und gilt als dessen ältestes Gebäude. Der Zutritt zum Haus erfolgte lange Zeit südseitig (Wallnergasse; das Gebäude trug die Hausnummer 8), den jetzigen Zugang von der nördlichen Strubergasse (Hausnummer 23) errichtete man erst im 20. Jahrhundert.
Von 1976 bis zum Ende der 1980er Jahre zierte den Vorplatz der sogenannte Fischputtobrunnen, eine 1954 geschaffene und zuvor auf dem Hildmannplatz außerhalb des Sigmundstors aufgestellte Brunnenskulptur von Hilde Heger. Der barocke Züge aufweisende, auf einem Muschelrücken sitzende Putto mit einem Fisch in der Hand und einem zweiten im Schoß wurde wegen der Renovierungsarbeiten entfernt und steht nun neben der Elisabethkirche.

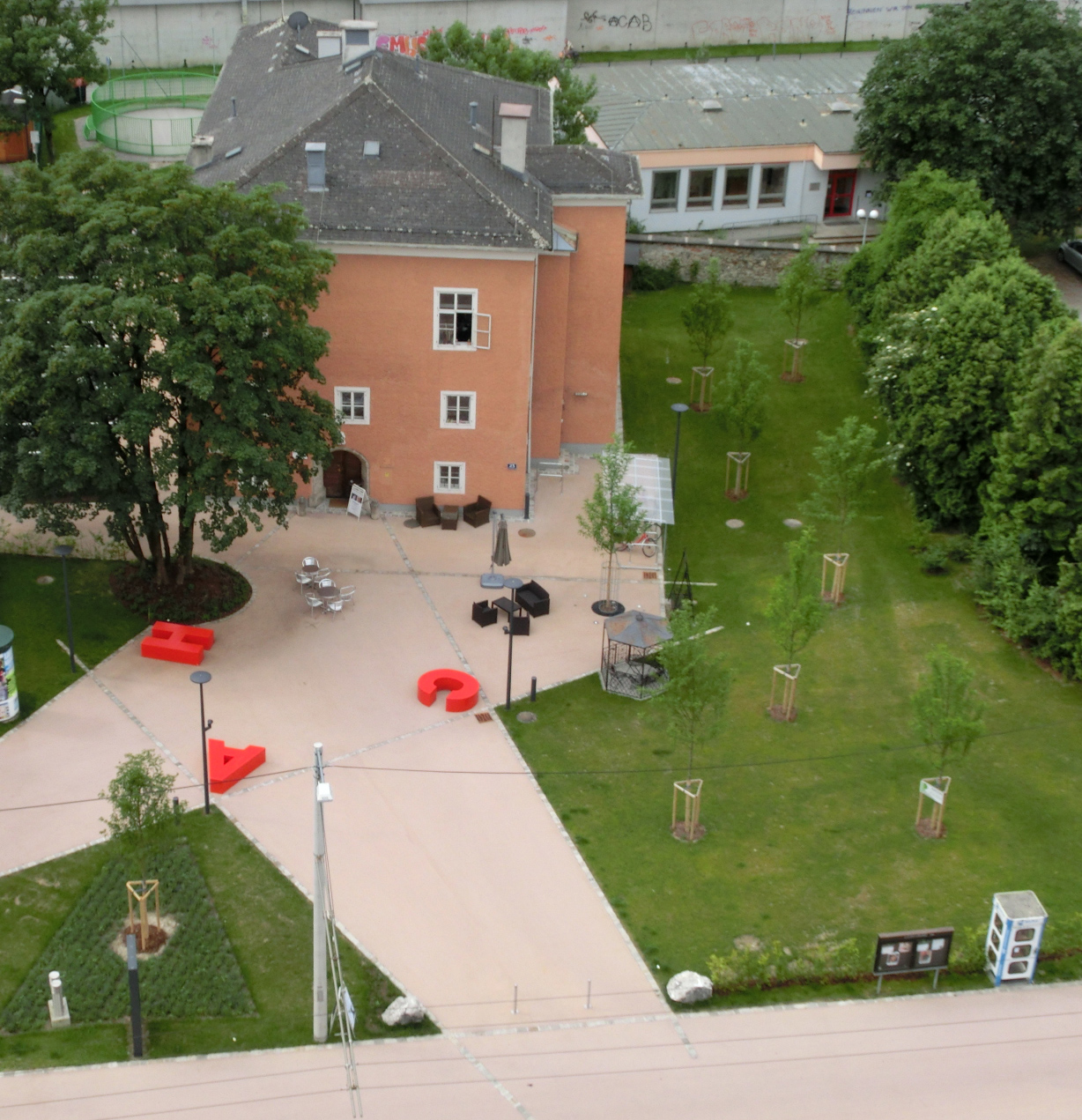
Der Mitte der 2010er Jahre neu gestaltete Vorplatz

Im Zuge der Neuverbauung des angrenzenden Gebiets (Stadtwerk Lehen) in den 2010er Jahren wurde der Vorplatz zum Haus neu gestaltet und erhielt den Namen H. C. Artmann-Platz, benannt nach dem österreichischen Dichter, der lange Zeit in Salzburg lebte und einer der Begründer des Literaturhauses war. Als Kennzeichnung dessen befeinden sich momentan drei in auffallendem Rot gehaltene Sitzgelegenheiten auf dem Platz, die die Form der Buchstaben H, C und A, der Initialen des Dichters, aufweisen.
Der Eizenbergerhof bildet heute zum einen stadtplanerisch einen Kontrapunkt zu den Neubauten des unmittelbar angrenzenden Stadtwerks Lehen und ist zum anderen als Literaturhaus zusammen mit dem nahegelegenen Fotohof, der Robert-Jungk-Bibliothek und der Stadtgalerie Lehen ein kultureller Anlaufpunkt zwischen der benachbarten medizinischen Universität und den umliegenden alten und neuen Sozialwohnbauten.

## Belege
1. ↑  August Meyer: Salzburger Notare und Gastwirte im Jahr 1694. In: Mitteilungen der Gesellschaft für Salzburger Landeskunde. Band 135, 1995, S. 767 (google.at [abgerufen am 7. Januar 2021]).
2. ↑  Vgl. Literaturhaus Salzburg. Die Geschichte des Einzebergerhofs ab 1600. Edition Eizenbergerhof, Salzburg 2012, S. 20 f.
3. ↑  Lorenz Hübner: Beschreibung der hochfürstlich-erzbischöflichen Haupt- und Residenzstadt Salzburg. Salzburg 1792, S. 488.
4. ↑  Vgl. Martina Pohn: Literaturhaus Salzburg. Die Geschichte des Eizenbergerhofs ab 1600. Edition Eizenbergerhof, Salzburg 2012, S. 22.
5. ↑  So laut dem Artikel Vorbildliche Sanierung: Literaturhaus Eizenbergerhof im Salzburger Fenster Nr. 29/1991; lt. Martina Pohn: Literaturhaus Salzburg. Die Geschichte des Eizenbergerhofs ab 1600. Edition Eizenbergerhof, Salzburg 2012, S. 29.  erfolgten die Arbeiten von 1988 bis Ende 1990.
6. ↑  Info-Z (Informationszeitung des Magistrats Salzburg), September 1989, S. 10.
7. ↑  Vorbildliche Sanierung: Literaturhaus Eizenbergerhof. In: Salzburger Fenster, Nr. 29/1991.
8. ↑  Maßangaben lt. Messung im SAGIS.
9. ↑  Kein Ghetto für die Literatur, sondern ein starker Impulsgeber für die Kultur. In: Salzburger Nachrichten. 5. April 1991 und Blütezeit für die Literatur. In: Salzburger Nachrichten. 16. Oktober 1991, S. 7. Beide Artikel sind mit dem Autorenkürzel W. Th. versehen, die Berichte über das neue Literaturhaus und über die Eröffnungsfeier dürften damit vom damals aktiven Literaturkolumnisten Werner Thuswaldner stammen.
10. ↑  Zur tatsächlichen Geschichte der Skulptur siehe: Ein Pferd, das gar keines ist. Info-Z (Informationszeitung des Magistrats Salzburg), November 1991, S. 14.